# 그레나딘 제도

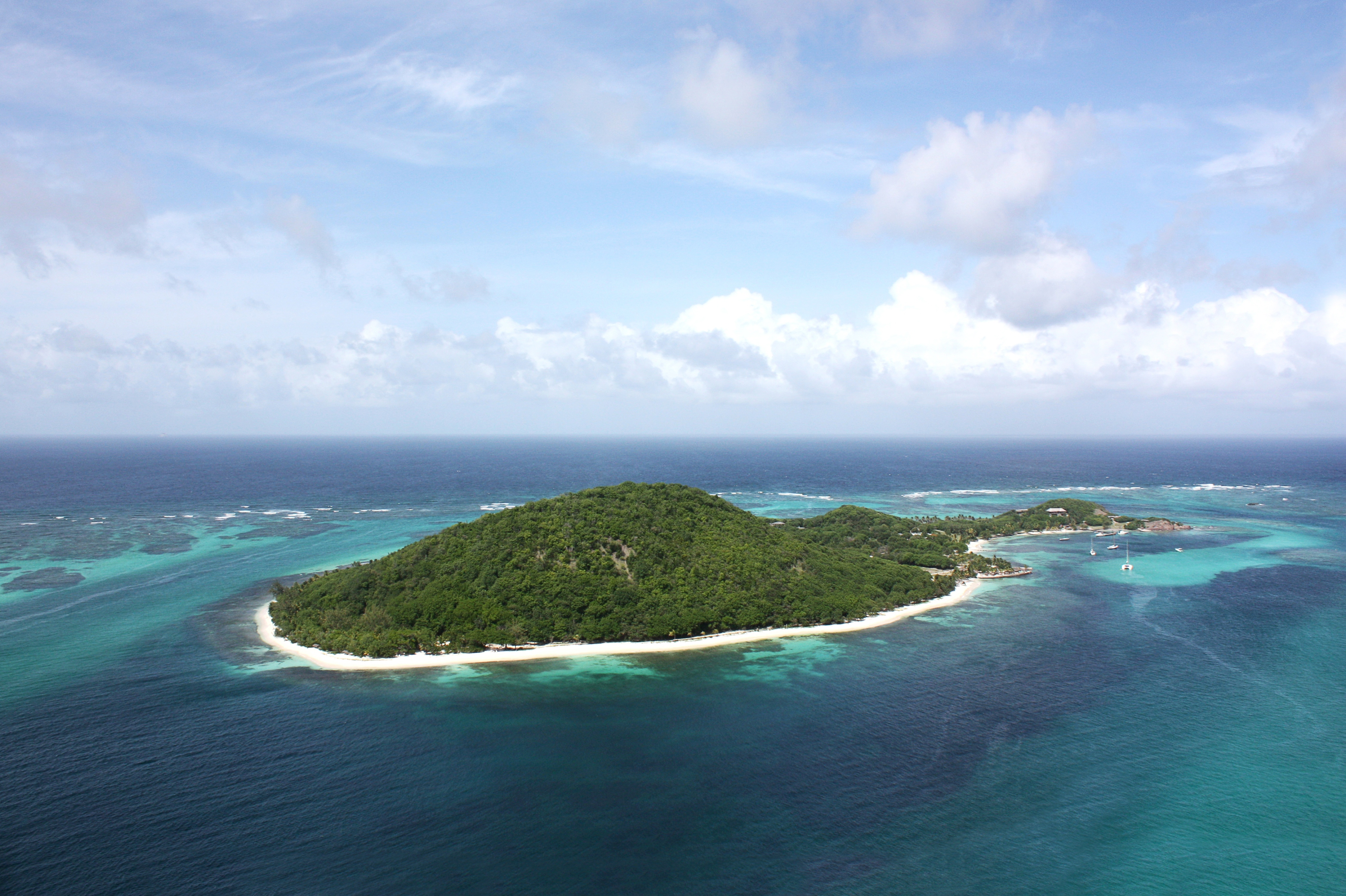

그레나딘 제도(Grenadines)는 카리브해의 윈드워드 제도를 구성하는 제도로 면적은 86km2, 인구는 약 16,100명이다. 평탄한 섬으로 대부분이 산호초로 이루어져 있다. 세인트빈센트 그레나딘령과 그레나다령으로 나뉜다.
9개 섬은 사람이 거주하고 대중에게 개방되어 있다(영 아일랜드 근해 섬을 포함하면 10개 섬): 베키아(Bequia), 무스티크(Mustique), 카누안(Canouan), 유니언 아일랜드(Union Island), 프티 세인트 빈센트(Petit St Vincent), 팜 아일랜드(Palm Island) 및 메이로(Mayreau), 모두 세인트빈센트 그레나딘에 있다. 그레나딘의 주목할만한 무인도에는 포경선이 사용하는 페티트 네비스(Petit Nevis)와 2000년대 초반에 두드러진 부동산 사기의 중심지였던 페티트 무스티크(Petit Mustique)가 있다.
약 32개의 섬과 암초를 포함하여 체인의 북쪽 2/3는 세인트빈센트그레나딘 국가의 일부이다. 이 제도의 남쪽 1/3은 그레나다 국가에 속한다. 카리아쿠섬은 그레나딘 중 가장 크고 인구가 가장 많은 곳이다.